# Hylesia umbrata
Hylesia umbrata är en fjärilsart som beskrevs av William Schaus 1911. Hylesia umbrata ingår i släktet Hylesia och familjen påfågelsspinnare. Inga underarter finns listade i Catalogue of Life.